# Верн, Жюль
Жюль Габрие́ль Верн (фр. Jules Gabriel Verne; 8 февраля 1828[…], Нант, метрополия Франции[…] — 24 марта 1905[…], Амьен[…]) — французский писатель, классик приключенческой литературы, один из основоположников жанра научной фантастики. Член Французского географического общества. По статистике ЮНЕСКО, книги Жюля Верна занимают второе место по переводимости в мире, уступая лишь произведениям Агаты Кристи.

## Биография

### Детство
Жюль Верн родился 8 февраля 1828 года в городе Нант, в доме своей бабушки Софи Аллот де ла Фюи на Rue de Clisson. Отцом был адвокат Пьер Верн (1798—1871), ведущий своё происхождение из семьи провенских юристов, а матерью — Софи-Нанина-Анриетта Аллот де ла Фюи (1801—1887) из семьи нантских кораблестроителей и судовладельцев с шотландскими корнями. По материнской линии Верн происходил от шотландца Н. Аллотта, который прибыл во Францию служить королю Людовику XI в шотландской гвардии, выслужился и получил титул в 1462 году. Он построил свой замок с голубятней (фр. fuye) недалеко от Лудён в Анжу и принял дворянское имя Аллот де ла Фюи (фр. Allotte de la Fuye).
Жюль Верн стал первенцем. После него родились брат Поль (1829) и три сестры — Анна (1836), Матильда (1839) и Мари (1842).
В 1834 году 6-летнего Жюля Верна определили в пансион в Нанте, где его ранние творческие способности начали уже развиваться благодаря историям преподавательницы мадам Самбин.
В 1836 году по желанию религиозного отца Жюль Верн поступил в семинарию École Saint‑Stanislas, где учил латинский, греческий, географию и пение. В своих воспоминаниях «Souvenirs d’enfance et de jeunesse» Жюль Верн описывал детский восторг от набережной Луары, проплывавших торговых судов мимо деревушки Шантене, где его отец приобрёл дачу. Родной дядя Пруден Аллот совершил кругосветное плавание и работал мэром в Брене (1828—1837). Его образ вошёл в некоторые произведения Жюля Верна: «Робур-Завоеватель» (1886), «Завещание чудака» (1900).
По легенде, 11-летний Жюль тайно устроился юнгой на трёхмачтовый корабль «Coralie», чтобы раздобыть коралловые бусы для кузины Каролины. Корабль отчалил в тот же день, остановившись ненадолго в Пэмбёфе, где Пьер Верн вовремя перехватил сына и взял с него обещание впредь путешествовать только в своём воображении. Данная легенда, основанная на реальной истории, была приукрашена первым биографом писателя — его племянницей Маргари Аллот де ла Фюи. Будучи уже известным писателем, Жюль Верн признавался:

Я, должно быть, родился моряком и теперь каждый день сожалею, что морская карьера не выпала на мою долю с детства.

В 1842 году Жюль Верн продолжил обучение в другой семинарии — Petit Séminaire de Saint-Donatien. В это время он взялся за написание незавершённого романа «Священник в 1839» (фр. Un prêtre en 1839), где описывает плохие условия семинарий. После двухгодичного изучения с братом риторики и философии в Королевском лицее (сейчас Lycée Georges-Clemenceau) в Нанте Жюль Верн получил степень бакалавра в Рене 29 июля 1846 года с отметкой «Довольно хорошо».

### Молодость

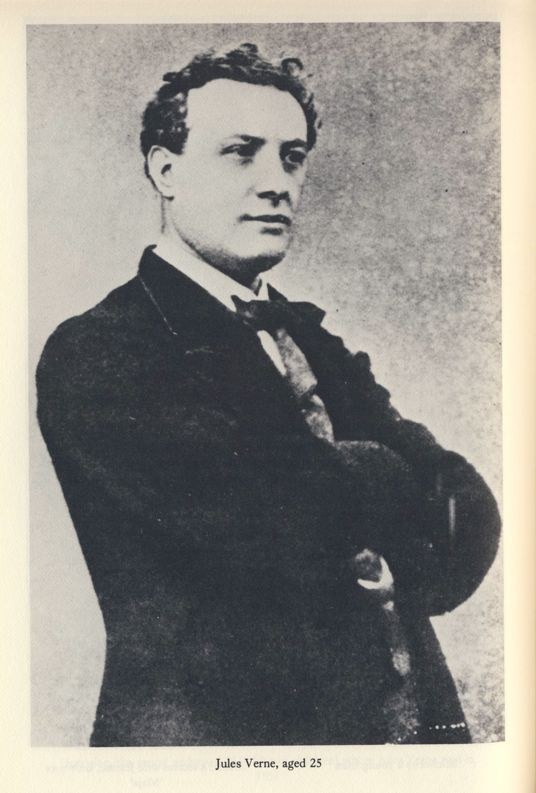
Жюль Верн в возрасте 25 лет (около 1853 года)

19-летнего Жюля Верна отослали в Париж изучать юриспруденцию, которую отец Пьер Жюль хотел, чтобы изучал сын, и подальше от Нанта и кузины Каролины, в которую молодой Жюль был влюблён. 27 апреля 1847 года девушку выдали замуж за 40-летнего Эмиля Дезюнэ.
Сдав экзамены после первого года обучения, Жюль Верн вернулся в Нант, где влюбился в Розу Эрмини Арно Гроссетьер. Он посвятил ей около 30 стихотворений, включая «Дочь воздуха» (фр. La Fille de l'air). Родители девушки предпочли выдать её замуж не за студента с туманным будущим, а за богатого землевладельца Армана Терьена Делайе. Эта новость повергла молодого Жюля в печаль, которую он пытался «лечить» алкоголем, вызвала отвращение к родному Нанту и местному обществу. Тема несчастных влюблённых, брака против воли прослеживается в нескольких работах автора: «Мастер Захариус» (1854), «Плавающий город» (1870), «Матиас Шандор» (1885) и др.

### Обучение в Париже
В Париже Жюль Верн поселился со своим нантским другом Эдуардом Бонами в маленькой квартире по адресу: 24 Rue de l’Ancienne-Comédie. Неподалёку проживал начинающий композитор Аристид Гиньяр, с которым Верн оставался дружен и даже написал песни-шансон для его музыкальных произведений. Воспользовавшись родственными узами, Жюль Верн вошёл в литературный салон.
Молодые люди оказались в Париже в период революции 1848 года, когда Вторую республику возглавил её первый президент Луи-Наполеон Бонапарт. В письме к родным Верн описал беспорядки в городе, но поспешил заверить, что ежегодный День взятия Бастилии прошёл мирно. В письмах он, в основном, писал о своих расходах и жаловался на боли в животе, чем страдал остаток жизни. Современные специалисты подозревают у писателя колит, сам он считал болезнь наследованной по материнской линии. В 1851 году у Жюля Верна случился первый из четырёх параличей лицевого нерва. Причина его не психосоматическая, а связана с воспалением среднего уха. На счастье Жюля, его не призвали в армию, о чём он с радостью написал отцу:

Должно быть, ты знаешь, дорогой отец, что я думаю о военной жизни и этих прислужниках в ливрее… Нужно отречься от всякого достоинства, чтобы выполнять такую работу.

В январе 1851 года Жюль Верн окончил обучение и получил разрешение вести адвокатскую деятельность.

### Литературный дебют
В литературном салоне молодой автор Жюль Верн в 1849 году познакомился с Александром Дюма, с сыном которого стал очень дружен. Вместе со своим новым другом-литератором Верн закончил свою пьесу «Сломанные соломинки» (фр. Les Pailles rompues), которая благодаря ходатайству Александра Дюма-отца была поставлена 12 июня 1850 года в Историческом театре.
В 1851 году Верну встретился земляк из Нанта Пьер-Мишель-Франсуа Шевалье (известный как Питр-Шевалье), который был главным редактором журнала «Musée des familles». Он искал автора, способного увлекательно писать о географии, истории, науке и технологиях, не теряя образовательный компонент. Верн с присущей ему тягой к наукам, особенно географии, оказался подходящей кандидатурой. Первое предоставленное для печати произведение «Первые корабли Мексиканского флота» было написано под влиянием приключенческих романов Фенимора Купера. Питр-Шевалье опубликовал рассказ в июле 1851 года, а в августе выпустил новый рассказ — «Драма в воздухе». С этого времени Жюль Верн в своих произведениях сочетал авантюрный роман, приключения с историческими экскурсами.
Благодаря знакомству через Дюма-сына с директором театра Жюлем Севестом Верн получил там должность секретаря. Его не беспокоила низкая оплата, Верн надеялся поставить ряд комедийных опер, написанных вместе с Гиньяром и либреттистом Мишелем Карре. Чтобы отпраздновать свою работу в театре, Верн организовал обеденный клуб «Одиннадцать холостяков» (фр. Onze-sans-femme).
Время от времени отец Пьер Верн просил сына оставить литературный промысел и открыть юридическую практику, на что получал письма с отказом. В январе 1852 года Пьер Верн поставил сыну ультиматум, передав ему свою практику в Нанте. Жюль Верн отказался от предложения, написав:

Разве я не вправе следовать собственным инстинктам? Это всё оттого, что я знаю себя, я понял, кем хочу стать однажды.

Жюль Верн проводил исследования в Национальной библиотеке Франции, составляя сюжеты своих произведений, удовлетворяя свою тягу к познаниям. В этот отрезок своей жизни он встретил путешественника Жака Араго, который продолжал странствовать, несмотря на ухудшившееся зрение (совершенно ослеп в 1837 году). Мужчины подружились, а оригинальные и остроумные рассказы Араго о путешествиях подтолкнули Верна к развивающемуся жанру литературы — путевому очерку. В журнале Musée des familles публиковались также научно-популярные статьи, которые также приписываются Верну. В 1856 году Верн поссорился с Питр-Шевалье и отказался сотрудничать с журналом (до 1863 года, когда Питр-Шевалье умер, и пост редактора отошёл другому).
В 1854 году очередная вспышка холеры унесла жизнь директора театра Жюля Севеста. Жюль Верн несколько лет после этого продолжал заниматься постановками в театре, писать музыкальные комедии, многие из которых так и не были поставлены.

### Семья

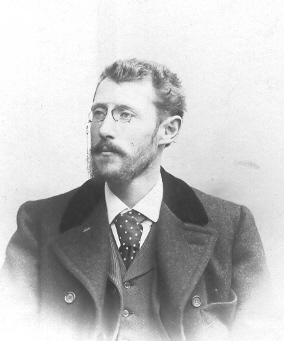
Мишель, сын Жюля Верна. 1890—1891 года.

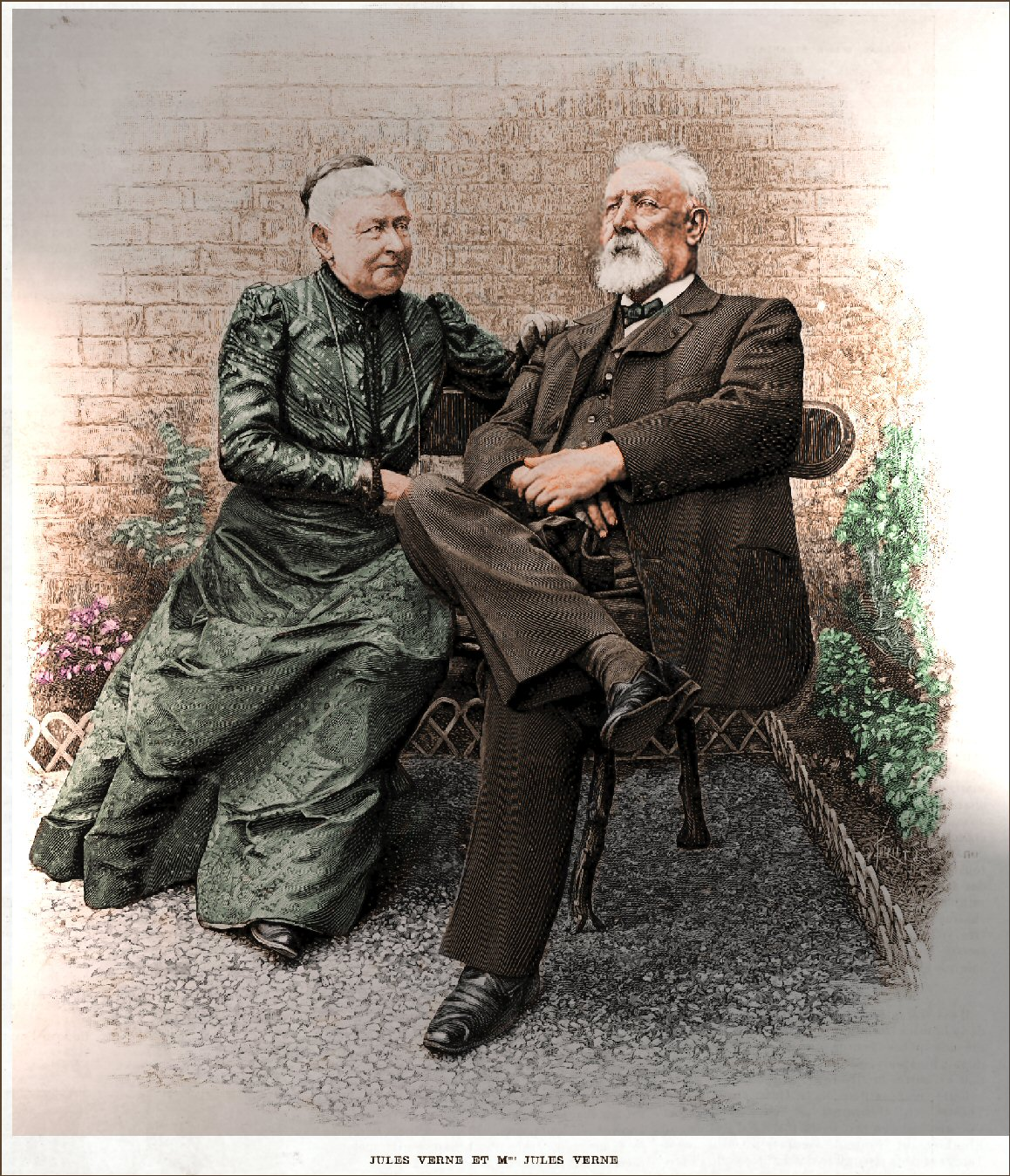
Жюль Верн с супругой Онориной около 1900 года

В мае 1856 года Верн отправился на свадьбу к лучшему другу в Амьен, где приглянулся сестре невесты Онорине де Виан-Морель — 26-летней вдове с двумя детьми. Имя Онорина с греческого значит «Печальная». Чтобы выправить своё финансовое положение и получить возможность жениться на Онорине, Жюль Верн согласился на предложение её брата — заняться брокериджем. Пьер Верн не сразу одобрил выбор сына. 10 января 1857 года состоялась свадьба. Новобрачные поселились в Париже.
Жюль Верн оставил работу в театре, занялся облигациями и работал полный день биржевым брокером на Парижской фондовой бирже. Он просыпался засветло, чтобы заниматься сочинительством до ухода на работу. В свободное время он продолжал ходить в библиотеку, составляя свою картотеку из разных областей знаний, а также встречался с членами клуба «Одиннадцать холостяков», которые к этому времени уже все женились.
В июле 1858 года Верн и его друг Аристид Гиньяр воспользовались предложением брата Гиньяра отправиться в морское путешествие из Бордо в Ливерпуль и Шотландию. Первое путешествие Верна за пределами Франции произвело на него огромное впечатление. По мотивам поездки зимой и весной 1859—1860 годов он написал «Путешествие в Англию и Шотландию задом наперёд», которое впервые вышло из печати в 1989 году. Второе морское путешествие друзья предприняли в 1861 году до Стокгольма. Это путешествие легло в основу произведения «Лотерейный билет № 9672» (1886). Верн оставил в Дании Гиньяра и поспешил в Париж, но не успел к рождению своего единственного родного сына Мишеля (ум. 1925).
Сын писателя Мишель занимался кинематографом c 1912 года, основал кинокомпанию Le Film Jules Verne и экранизировал несколько произведений своего отца:
- «Двадцать тысяч льё под водой» (1916);
- «Судьба Жана Морена» (1916);
- «Чёрная Индия» (1917);
- «Южная звезда» (1918);
- «Пятьсот миллионов бегумы» (1919).

У Мишеля было трое детей: Мишель, Жорж и Жан.
Внук Жан-Жюль Верн (1892—1980) — автор монографии о жизни и творчестве своего деда, над которой он работал около 40 лет (опубликована во Франции в 1973 году, русский перевод осуществлён в 1978 году в издательстве «Прогресс»).
Правнук — Жан Верн (р. 1962) — известный оперный тенор. Именно он нашёл рукопись романа «Париж в XX веке», которая долгие годы считалась семейным мифом.
Существует предположение, что у Жюля Верна была внебрачная дочь Мари от Эстель Энен (фр. Estelle Hénin), с которой он познакомился в 1859 году. Эстель Энен жила в Аньер-сюр-Сен, а её муж Шарль Дюшен работал нотариальным клерком в Кёвр-э-Вальсери. В 1863—1865 годах Жюль Верн приезжал к Эстель в Аньер. Эстель умерла в 1865 (или в 1885) году после рождения дочери.

### Этцель
В 1862 году через общего знакомого Верн познакомился с известным издателем Пьером-Жюлем Этцелем (печатавшим Бальзака, Жорж Санд, Виктора Гюго) и согласился представить ему своё свежее произведение «Путешествие на воздушном шаре» (фр. Voyage en Ballon). Этцелю понравился стиль Верна гармонично соединять художественную литературу с научной детализацией, и он согласился сотрудничать с писателем. Верн внёс корректировки и через две недели представил немного изменённый роман с новым названием «Пять недель на воздушном шаре». В печати роман появился 31 января 1863 года.
Желая создать отдельный журнал Magasin d'Éducation et de Récréation («Журнал воспитания и развлечения»), Этцель подписал с Верном договор, по которому писатель обязался предоставлять три тома ежегодно за фиксированную плату. Верна порадовала перспектива стабильного заработка при занятии любимым делом. Большинство его произведений появлялись сначала в журнале, прежде чем выйти в виде книг, что начало практиковаться с появлением в 1864 году второго романа для Этцеля «Путешествие и приключения капитана Гаттераса» в 1866 году. Тогда Этцель заявил, что планирует издать серию произведений Верна под названием «Необыкновенные путешествия», где мастер слова должен «обозначить все географические, геологические, физические и астрономические познания, накопленные современной наукой, и пересказать их в занимательной и живописной форме». Верн признавал амбициозность затеи:

Да! Но Земля столь велика, а жизнь так коротка! Чтобы оставить после себя завершённый труд, нужно жить не менее 100 лет!

В 1869 году Верн создавал образ Немо, как польского учёного, который мстил Российскому самодержавию за смерть своей семьи во время Польского восстания 1863—1864 годов. Однако Этцель не желал терять прибыльный российский рынок и потому потребовал сделать героя абстрактным «борцом против рабства». В поисках компромисса Верн окутал тайнами прошлое Немо. После этого случая писатель холодно выслушивал замечания Этцеля, но не вносил их в текст.

### Писатель-путешественник

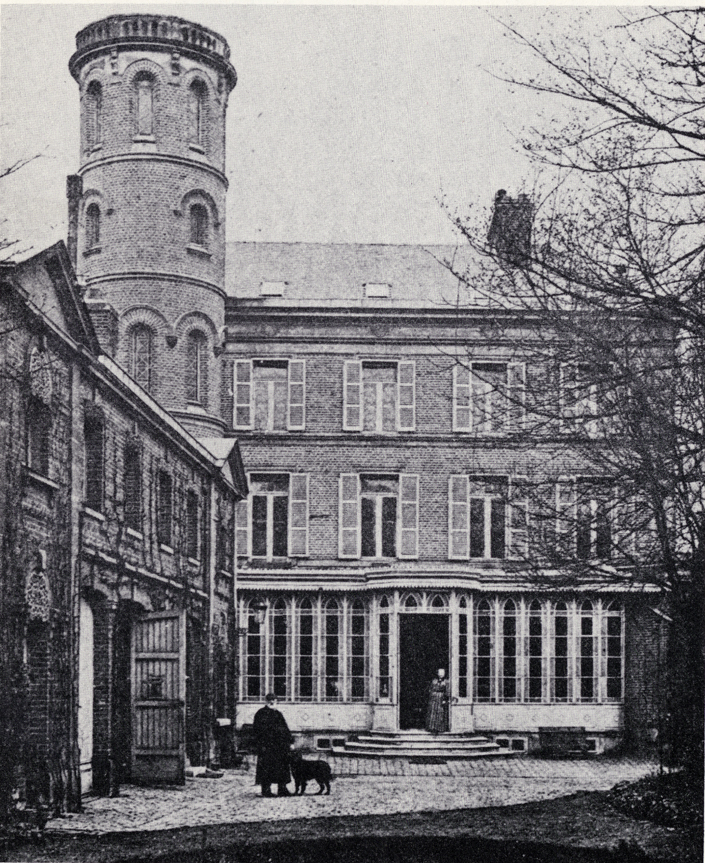
Онорина и Жюль Верн в 1894 году на прогулке с собакой Фоллет во дворе амьенского дома Maison de la Tour

В 1865 году у моря в посёлке Ле-Кротуа Верн приобрёл старый парусный бот «Сен-Мишель», который перестроил в яхту и «плавучий кабинет». Здесь Жюль Верн провёл значительную часть своей творческой жизни. Он много путешествовал по миру, в том числе и на своих яхтах «Сен-Мишель I», «Сен-Мишель II» и «Сен-Мишель III» (последняя была довольно большим паровым судном).
16 марта 1867 года Жюль Верн с братом Полем отправляется на пароходе «Грейт Истерн» из Ливерпуля до Нью-Йорка (США). Путешествие вдохновило писателя на создание произведения «Плавающий город» (1870). Возвращаются братья 9 апреля к началу Всемирной выставки в Париже. В августе 1870 года Верн стал кавалером ордена Почётного легиона.
Затем череда несчастий обрушилась на Вернов: в 1870 году от эпидемии оспы скончались родственники Онорины (брат и его жена); 3 ноября 1871 года в Нанте умер отец писателя Пьер Верн; в апреле 1876 года едва не скончалась от кровотечения Онорина, которую удалось спасти с помощью редкой в те времена процедуры переливания крови. С 1870-х годов Жюль Верн, воспитанный в католицизме, обратился к деизму.
В 1872 году по желанию Онорины семейство Вернов переезжает в Амьен «подальше от шума и невыносимой сутолоки». Здесь Верны активно участвуют в жизни города, устраивают вечера для соседей и знакомых. На одном из них гостям предложили прийти в образах героев книг Жюля Верна. Здесь, в Амьене, Верн подписывается на несколько научных журналов и становится членом Амьенской академии наук и искусств, где его выбирали председателем в 1875 и 1881 годах. Вопреки стойкому желанию и помощи Дюма-сына Верну не удалось получить членство во Французской академии, и он остаётся в Амьене на долгие годы.
Немало проблем своим родственникам доставлял единственный сын писателя Мишель Верн. Он отличался крайним непослушанием и цинизмом, отчего в 1876 году провёл шесть месяцев в исправительном учреждении в Метре. В феврале 1878 года Мишель сел на корабль до Индии в качестве ученика штурмана, но морская служба не исправила его характер. В это же время Жюль Верн написал роман «Пятнадцатилетний капитан». Вскоре Мишель вернулся и продолжил свою беспутную жизнь. Жюль Верн оплачивал бесконечные долги сына, и в конечном итоге выставил его из дома. Лишь с помощью второй невестки писателю удалось наладить отношения с сыном, который, наконец, взялся за ум.
В 1877 году, получая большие гонорары, Жюль Верн смог купить крупную металлическую парусно-паровую яхту «Сен-Мишель III» (в письме Этцелю называлась сумма сделки: 55 000 франков). 28-метровое судно с опытной командой базировалось в Нанте. В 1878 году Жюль Верн вместе с братом Полем совершил большое путешествие на яхте «Сен-Мишель III» по Средиземному морю, посетив Марокко, Тунис, французские колонии в Северной Африке. Онорина присоединилась ко второй части этого путешествия по Греции и Италии. В 1879 году на яхте «Сен-Мишель III» Жюль Верн вновь побывал в Англии и Шотландии, а в 1881 году — в Нидерландах, Германии и Дании. Верн также планировал дойти до Санкт-Петербурга, однако этому помешал сильный шторм.
В 1884 году Жюль Верн совершил своё последнее большое путешествие. Его сопровождали брат Поль Верн, сын Мишель, друзья Робер Годфруа и Луи-Жюль Этцель. «Сен-Мишель III» швартовался в Лиссабоне, Гибралтаре, Алжире (где в Оране у родственников гостила Онорина), попал в шторм у берегов Мальты, но благополучно доплыл до Сицилии, откуда путешественники далее отправились в Сиракузы, Неаполь и Помпеи. Из Анцио поездом они добрались до Рима, где 7 июля Жюля Верна пригласили на аудиенцию к папе Льву XIII. Спустя два месяца после отплытия «Сен-Мишель III» вернулся во Францию. В 1886 году Жюль Верн неожиданно продал яхту за полцены, не объясняя мотивов своего решения. Высказывались предположения, что содержание яхты с экипажем из 10 человек стало слишком обременительным для писателя. Более Жюль Верн никогда не выходил в море после этого.

### Последние годы жизни
9 марта 1886 года в Жюля Верна дважды выстрелил из револьвера психически больной 26-летний племянник Гастон Верн (сын Поля). Первая пуля не попала, а вторая ранила лодыжку писателя, отчего тот начал хромать. О путешествиях пришлось забыть навсегда. Инцидент удалось замять, но Гастон остаток жизни провёл в психиатрической лечебнице. Спустя неделю после инцидента пришла новость о смерти Этцеля.

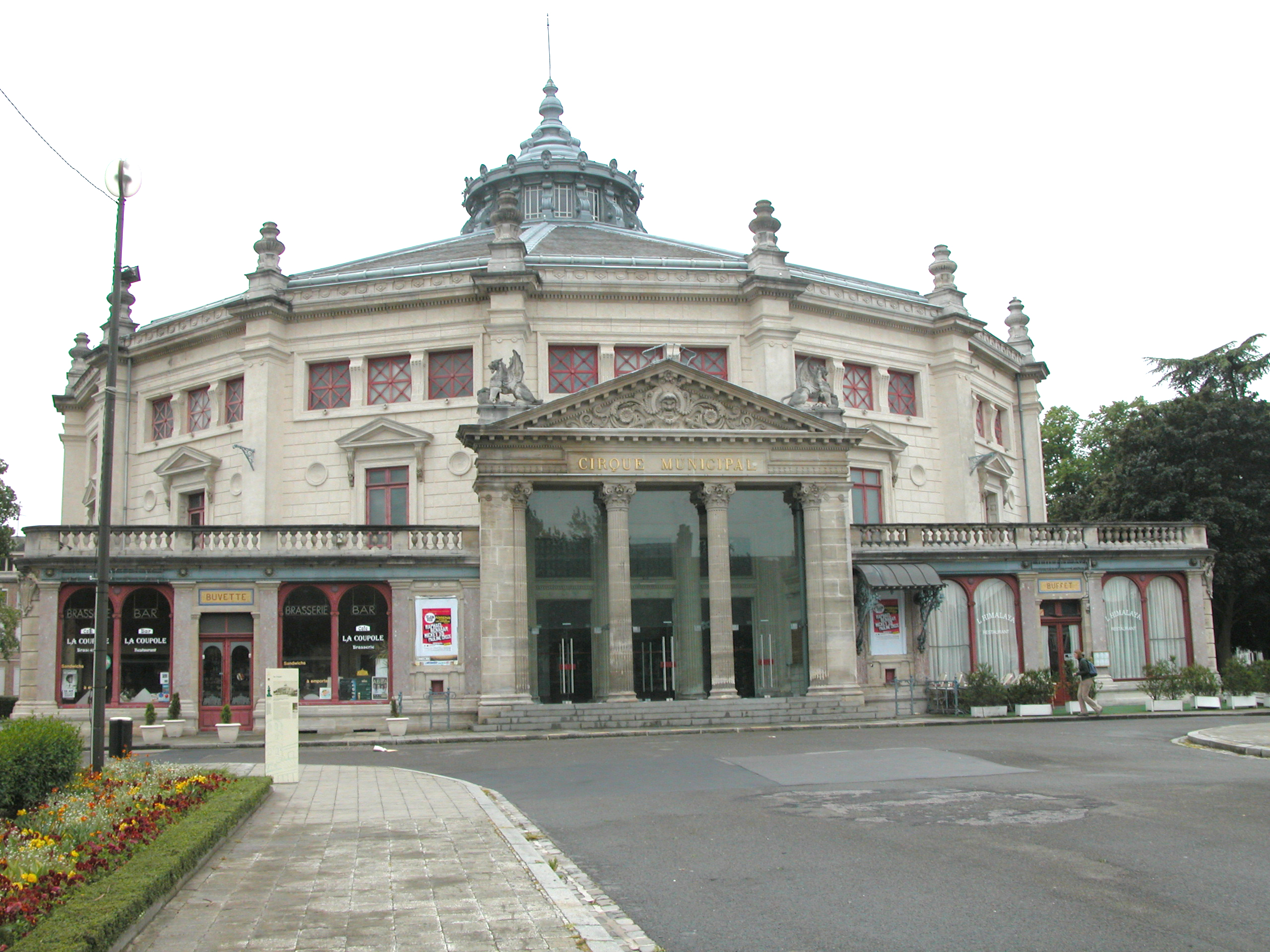
Городской цирк имени Жюля Верна в Амьене

15 февраля 1887 года скончалась мать писателя Софи, на похороны которой Жюль Верн не смог попасть по состоянию здоровья. Писатель окончательно утратил привязанность к местам детства. В том же году он проездом побывал в родном городе, чтобы вступить в права наследования и продать загородный дом родителей.
В 1888 году Верн занялся политикой и избрался в городское управление Амьена, где внедрил несколько преобразований и проработал 15 лет. Должность предполагала курирование деятельности цирков, выставок, представлений. При этом он не разделял идей республиканцев, которые выдвинули его, а оставался убеждённым монархистом-орлеанистом. Его стараниями в городе был построен большой цирк, носящий в настоящее время имя Жюля Верна. В июле 1892 года писатель стал офицером ордена Почётного легиона.
27 августа 1897 года от сердечного приступа умер брат и соратник Поль Верн, что повергло писателя в глубокую печаль. Жюль Верн отказался делать операцию на правом глазе, отмеченном катарактой, и впоследствии почти ослеп.

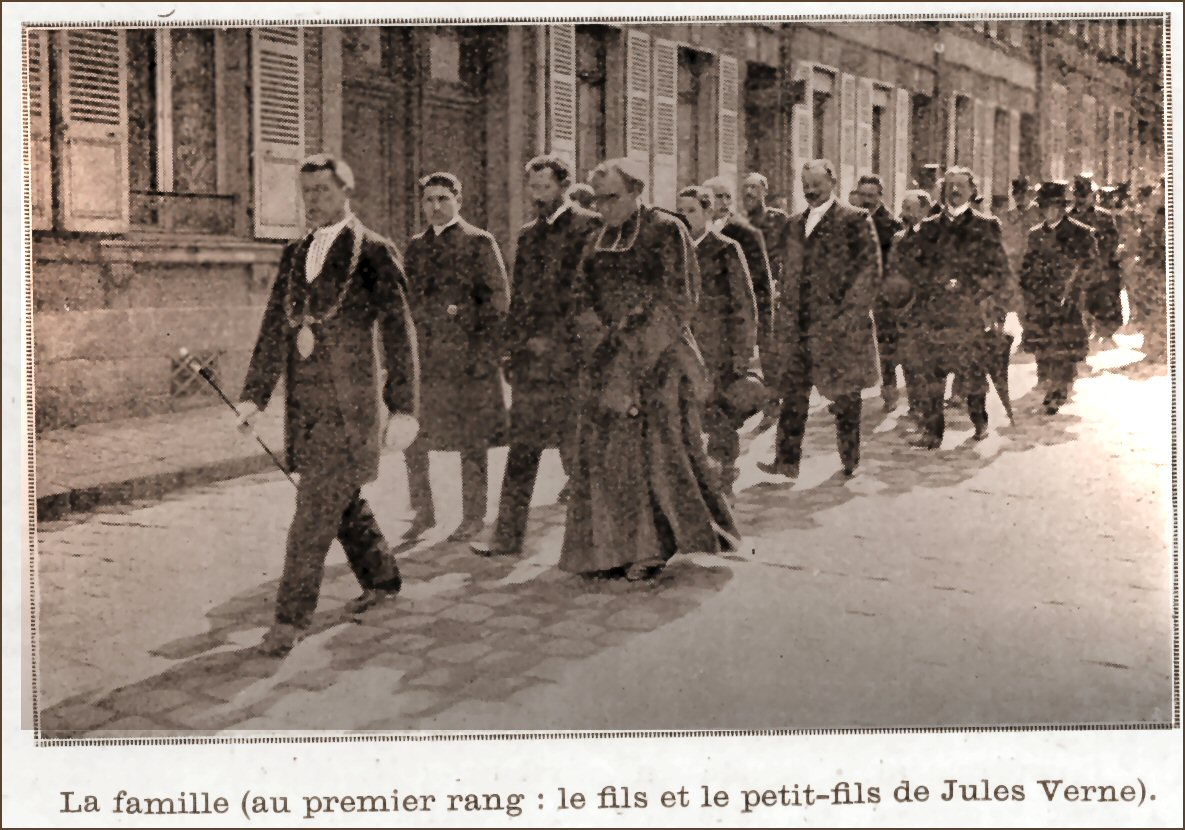
Похоронная процессия Жюля Верна, возглавляемая его сыном и внуком. 1905 год.

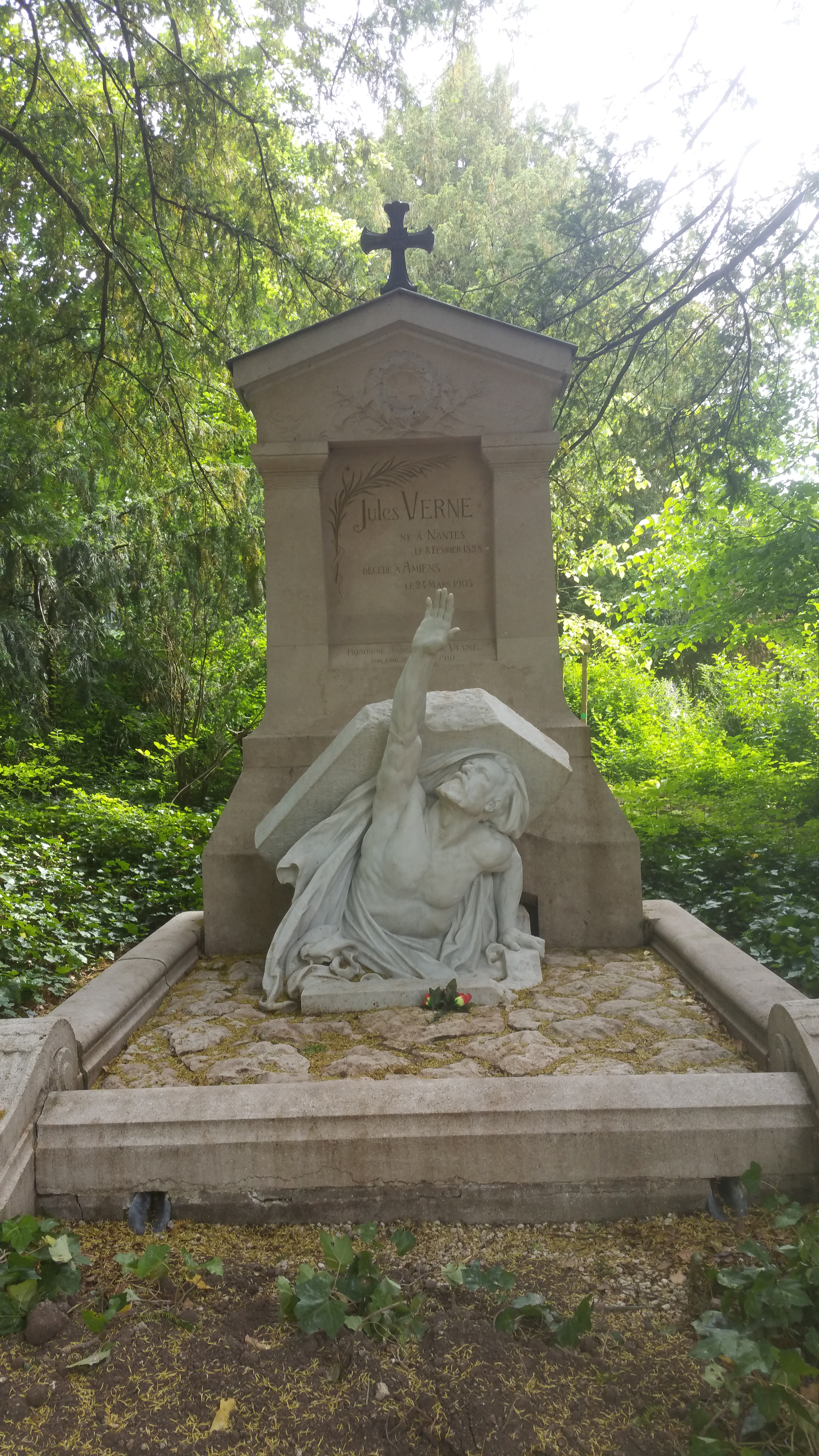
Кладбище Мадлен в Амьене. Могила Жюля Верна.

В 1902 году Верн ощутил творческой упадок, ответив на просьбу Амьенской академии, что в его возрасте «слова уходят, а идеи не приходят». Писатель с 1892 года постепенно дорабатывает заготовленные сюжеты, не сочиняя новые. Отозвавшись на просьбу изучающих эсперанто, Жюль Верн начинает новый в 1903 году роман на этом искусственном языке, но заканчивает лишь 6 глав. Произведение после дополнений Мишеля Верна (сына писателя) вышло из печати в 1919 году под заглавием «Необыкновенные приключения экспедиции Барсака».
Писатель скончался 24 марта 1905 года в своём амьенском доме по адресу: 44 Boulevard Longueville (сегодня — бульвар Жюля Верна), на 78-м году жизни от сахарного диабета. На похороны пришли более пяти тысяч человек. Немецкий император Вильгельм II выразил соболезнования семье писателя через посла, присутствовавшего на церемонии. Ни один делегат французского правительства не приехал. Жюль Верн был похоронен на кладбище Мадлен в Амьене. На могиле установлен памятник, названный «К бессмертию и вечной юности». Скульптор Альбер Роз изготовил его с посмертной маски писателя.
После его смерти осталась картотека, включающая свыше 20 тысяч тетрадей со сведениями из всех областей человеческого знания. Из печати вышли семь прежде не издававшихся произведений и сборник рассказов. В 1907 году восьмой роман «Агентство Томпсон и К°», полностью написанный Мишелем Верном, вышел под именем Жюля Верна. До сих пор ведутся споры о принадлежности романа перу Жюля Верна.

## Творчество

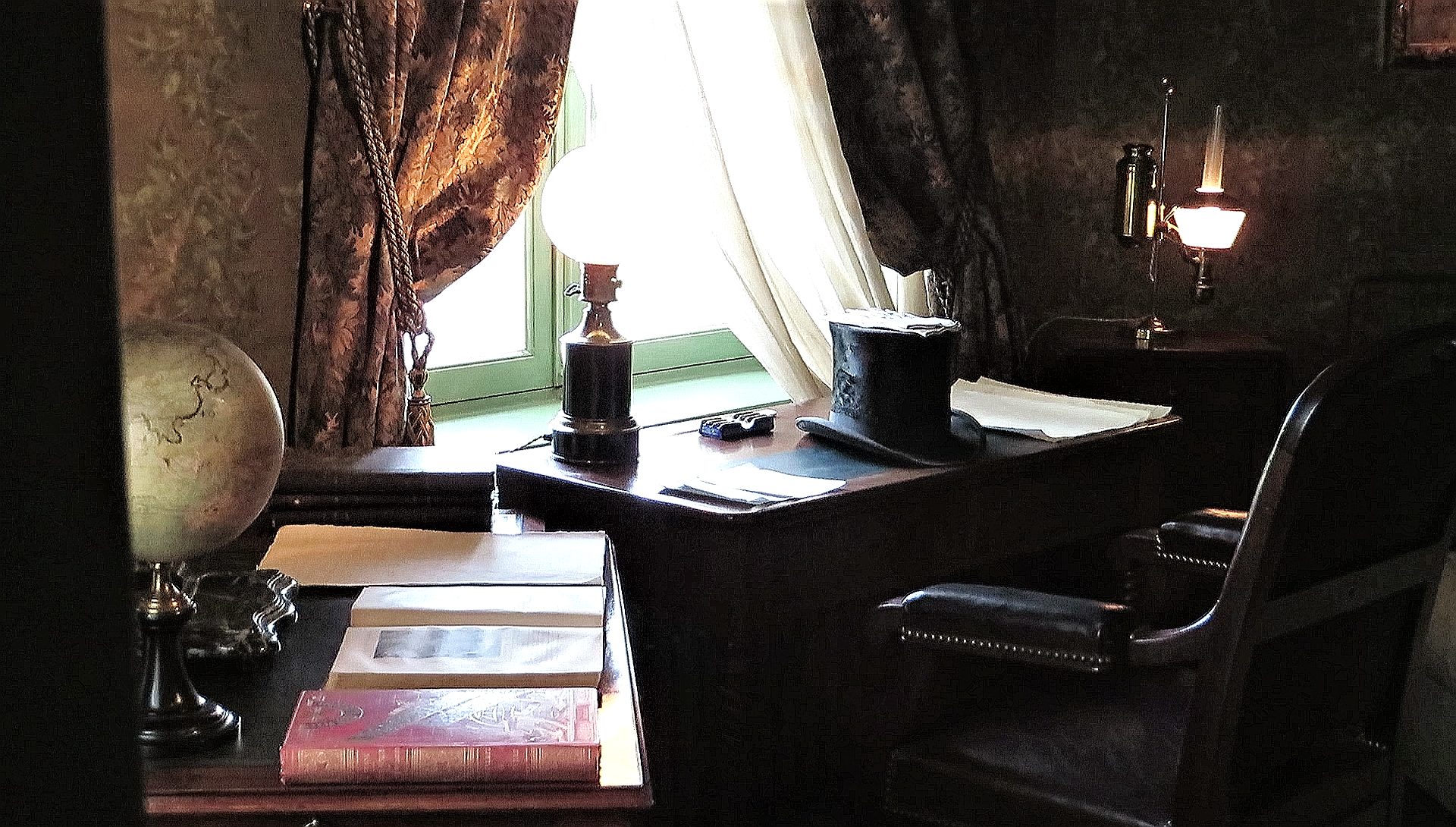
Рабочий стол Верна в его амьенском доме (сегодня музей)

### Обзор
С детства, наблюдая проплывавшие торговые корабли, Жюль Верн стал мечтать о приключениях. Это развило его воображение. Мальчиком он слышал от преподавательницы мадам Самбин историю о её муже-капитане, который потерпел кораблекрушение 30 лет назад и теперь, как она думала, выживает на каком-то острове, подобно Робинзону Крузо. Тема робинзонады также отложила отпечаток на творчестве Жюля Верна и отразилась в ряде его произведений: «Дети капитана Гранта» (1867), «Двадцать тысяч льё под водой» (1869), «Таинственный остров» (1874), «Школа Робинзонов» (1882), «Вторая родина» (1900). Также образ родного дяди-путешественника Прудена Аллота вошёл в некоторые произведения Жюля Верна: «Робур-Завоеватель» (1886), «Завещание чудака» (1900).
В период обучения в семинарии 14-летний Жюль излил свои недовольства обучением в раннем, незаконченном рассказе «Священник в 1839» (фр. "Un prêtre en 1839").
В своих воспоминаниях он признавался, что зачитывался произведениями Виктора Гюго, особенно полюбил «Собор Парижской Богоматери», и к своим 19 годам пытался писать столь же объёмные тексты (пьесы «Александр VI», «Пороховой заговор»). В эти же годы влюблённый Жюль Верн сочиняет ряд стихотворений, которые посвящает Розе Эрмини Арно Гроссетьер. Но Розу родители женят на богатом землевладельце, что глубоко расстраивает Верна. Тема несчастных влюблённых, брака против воли прослеживается в нескольких работах автора: «Мастер Захариус» (1854), «Плавающий город» (1870), «Матиас Шандор» (1885) и др., что стало результатом неудачного опыта в жизни самого писателя.

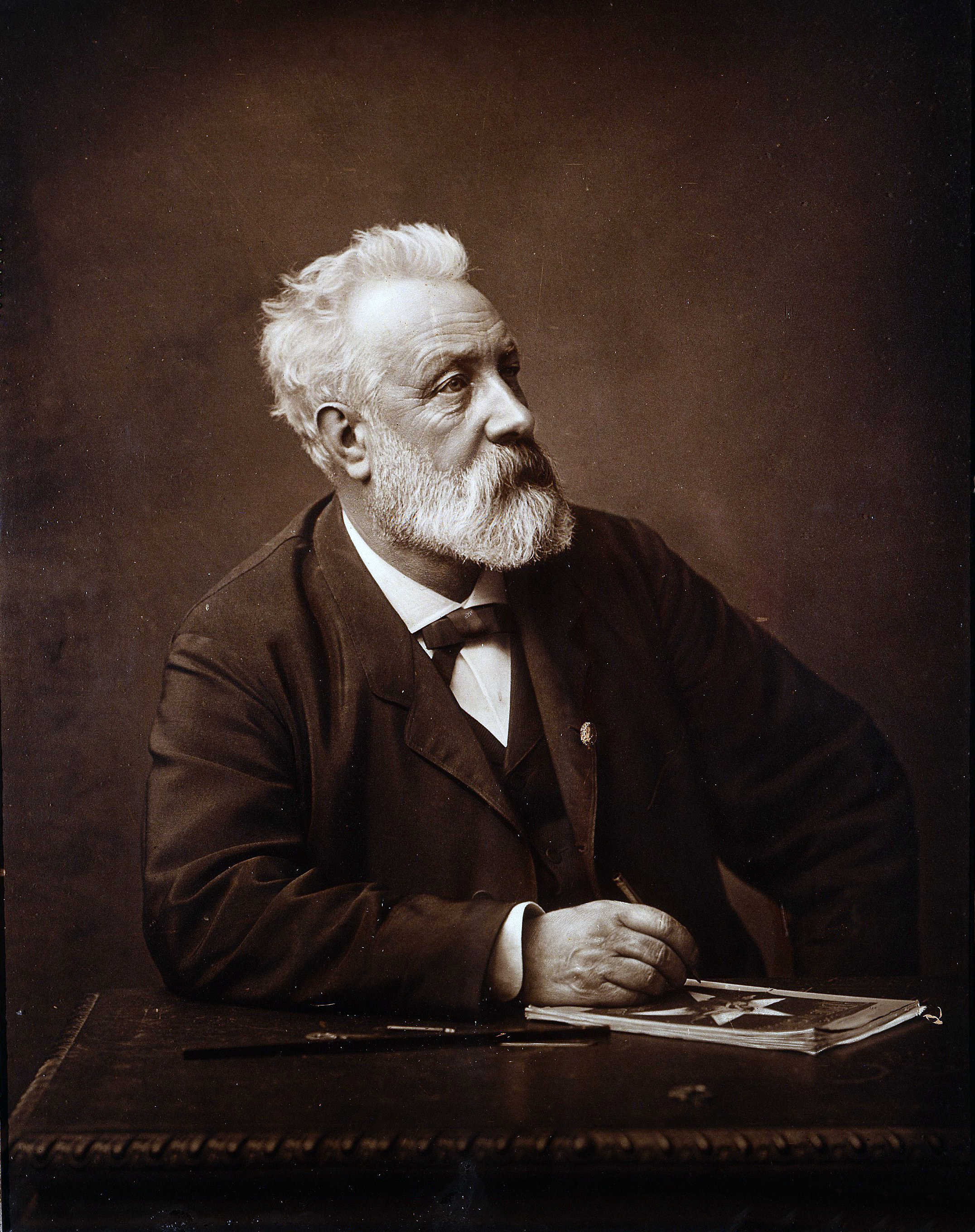
Жюлю Верну 64 года, 1892 год

В творчестве Жюля Верна чётко прослеживается борьба добра и зла. Автор категоричен, выводя практически во всех произведениях абсолютно однозначные образы героев и злодеев. За редким исключением (образ Робура в романе «Робур-завоеватель») читателю предлагается симпатизировать и сопереживать главным героям — образцам всех добродетелей и испытывать антипатию ко всем отрицательным героям, которые описываются исключительно как негодяи (бандиты, пираты, разбойники). Какие либо полутона в образах, как правило, отсутствуют.
В романах писателя читатели находили не только восторженное описание техники, путешествий, но также яркие и живые образы благородных героев (капитан Гаттерас, капитан Грант, капитан Немо, Матиас Шандор), симпатичных чудаковатых учёных (профессор Лиденброк, доктор Клоубонни, кузен Бенедикт, географ Жак Паганель, астроном Пальмирен Розет).
Путешествия автора в компании друзей легли в основу некоторых его романов, как: «Путешествие в Англию и Шотландию задом наперёд» (1989), «Лотерейный билет № 9672» (1886), «Плавающий город» (1870). В непростой период сложных семейных отношений Жюль Верн написал роман «Пятнадцатилетний капитан», как назидание непослушному сыну Мишелю, который отправился в своё первое плавание в Индию в целях перевоспитания.
Способность улавливать тенденции развития, живой интерес к научно-техническому прогрессу подали некоторым читателям повод преувеличенно называть Жюля Верна «предсказателем», кем он в действительности не был. Сделанные им смелые предположения в книгах являются лишь творческой переработкой существовавших в конце XIX века научных идей и теорий.

Что бы я ни сочинял, что бы я ни выдумывал, — говорил Жюль Верн, — всё это всегда будет ниже действительных возможностей человека. Настанет время, когда достижения науки превзойдут силу воображения.

Верн свободное время проводил в Национальной библиотеке Франции, где удовлетворял свою тягу к знаниям, составлял научную картотеку для будущих сюжетов. Кроме того, он был знаком с учёными и путешественниками (к примеру, с Жаком Араго) своего времени, от которых получал ценные сведения из различных областей знаний. Например, прототипом героя Мишеля Ардана («С Земли на Луну») стал друг писателя фотограф и воздухоплаватель Надар, который ввёл Верна в кружок воздухоплавателей (среди них были физик Жак Бабинэ и изобретатель Гюстав Понтон д’Амекур).

#### Цикл «Необыкновенные путешествия»

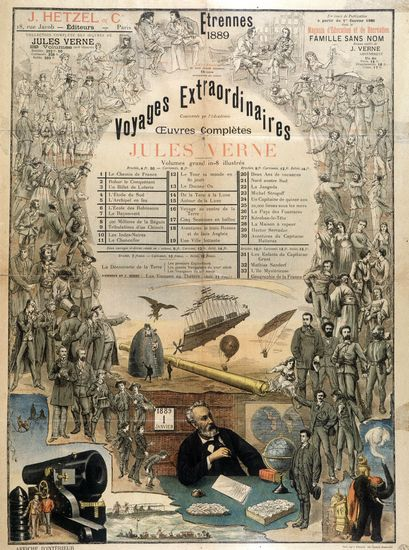
Плакат, заказанный Этцелем в 1889 году для рекламы серии «Необыкновенные путешествия» Ж.Верна.

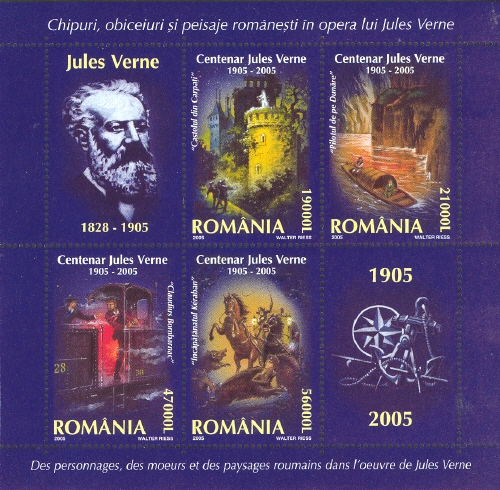
Иллюстрации к произведениям Жюля Верна: Замок в Карпатах, Дунайский лоцман, Клодиус Бомбарнак и Упрямец Керабан. Малый лист, почта Румынии 2005

После ссоры с Питр-Шевалье судьба в 1862 году дарит Верну новую встречу с известным издателем Пьером-Жюлем Этцелем, печатавшим Бальзака, Жорж Санд, Виктора Гюго. В 1863 году Жюль Верн опубликовал в его «Журнале для образования и отдыха» первый роман из цикла «Необыкновенные путешествия»: «Пять недель на воздушном шаре» (русский перевод — изд. М. А. Головачёва, 1864, 306 с.; под названием «Воздушное путешествие через Африку. Составленное по запискам доктора Фергюссона Юлием Верн»). Успех романа вдохновил писателя. Он решил и впредь работать в этом ключе, сопровождая романтические приключения своих героев всё более искусными описаниями невероятных, но тем не менее тщательно продуманных научных «чудес», рождённых его воображением. Цикл продолжили романы:
- «Путешествие к центру Земли» (1864),
- «Путешествие и приключения капитана Гаттераса» (1865),
- «С Земли на Луну» (1865),
- «Дети капитана Гранта» (1867),
- «Вокруг Луны» (1869),
- «Двадцать тысяч льё под водой» (1870),
- «Вокруг света за 80 дней» (1872),
- «Таинственный остров» (1874),
- «Михаил Строгов» (1876),
- «Пятнадцатилетний капитан» (1878),
- «Робур-Завоеватель» (1886).

и многие другие.

#### Позднее творчество
Писатель с 1892 года постепенно дорабатывает заготовленные сюжеты, не сочиняя новые. В конце жизни оптимизм Верна о торжестве науки сменился опасением об использовании её во вред: «Флаг родины» (1896), «Властелин мира» (1904), «Необыкновенные приключения экспедиции Барсака» (1919) (роман окончен сыном писателя Мишелем Верном). Вера в неизменный прогресс сменилась тревожным ожиданием неизвестности. Однако эти книги никогда не пользовались таким огромным успехом, как его предыдущие произведения.
После смерти писателя осталось большое количество неопубликованных рукописей, которые продолжают выходить в свет и поныне. Например, роман «Париж в XX веке» 1863 года опубликован лишь в 1994 году. Творческое наследие Жюля Верна включает 66 романов (в том числе неоконченные и опубликованные лишь в конце XX века), более 20 повестей и рассказов, более 30 пьес, несколько документальных и научно-публицистических работ.

### Переводы на другие языки
Ещё при жизни автора его произведения активно переводились на разные языки. Верн часто был недоволен готовыми переводами. Например, англоязычные издательства сокращали произведения на 20-40 %, убирая политическую критику Верна и обширные научные описания. Английские переводчики считали его произведения предназначенными для детей и потому облегчали их содержание, допуская при этом массу ошибок, нарушая целостность сюжета (вплоть до переписывания глав, переименовывания героев). Данные переводы переиздавались в такой форме многие годы. Лишь с 1965 года стали появляться грамотные переводы произведений Жюля Верна на английский язык. Однако старые переводы, приобретя статус «общественное достояние» — легкодоступны и тиражируемы.

#### В России

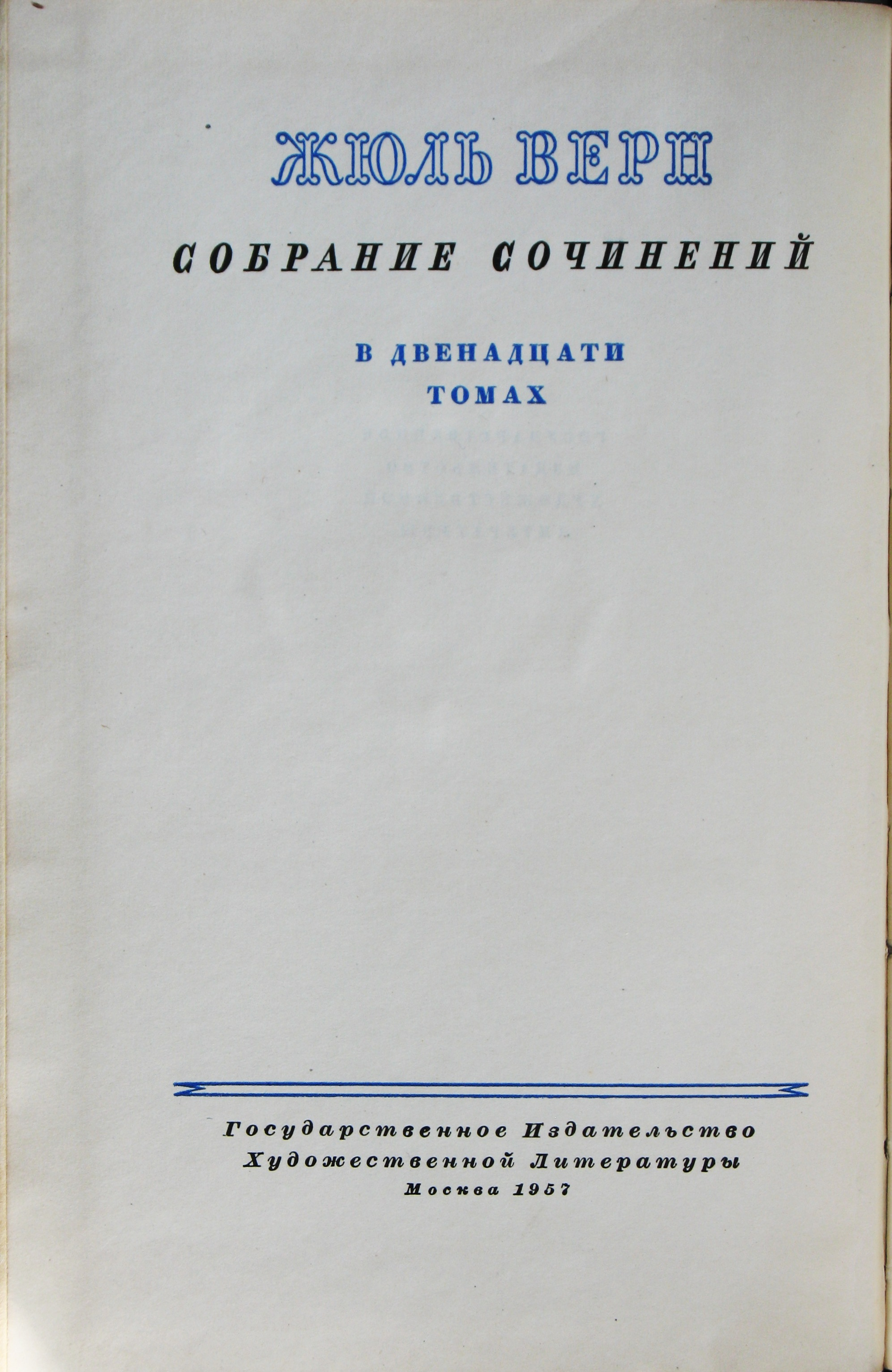
Собрание сочинений в 12 томах. СССР, 1954

В Российской империи почти все романы Жюля Верна появлялись сразу вслед за французскими изданиями и выдерживали по нескольку переизданий. Произведения и критические отзывы на них читатели могли увидеть на страницах передовых журналов того времени (некрасовский «Современник», «Природа и люди», «Вокруг света», «Мир приключений») и книгах издательств М. О. Вольфа, И. Д. Сытина, П. П. Сойкина и др.. Активно переводила Верна на русский язык русско-украинская писательница и переводчица Марко Вовчок.
В 1860-х годах в Российской империи было временно запрещено издание романа Жюля Верна «Путешествие к центру Земли», в котором духовные цензоры нашли антирелигиозные идеи, а также опасность уничтожения доверия к Священному писанию и духовенству.
Дмитрий Иванович Менделеев называл Верна «научным гением»; Лев Толстой любил читать детям книги Верна и сам рисовал к ним иллюстрации. В 1891 году в беседе с физиком А. В. Цингером Толстой сказал:

Романы Жюля Верна превосходны. Я их читал совсем взрослым, и всё-таки, помню, они меня восхищали. В построении интригующей, захватывающей фабулы он удивительный мастер. А послушали бы вы, с каким восторгом о нём отзывается Тургенев! Я не помню, чтобы он кем-нибудь ещё так восхищался, как Жюлем Верном!

В 1906—1907 годах книгоиздатель Пётр Петрович Сойкин предпринял издание собрания сочинений Жюля Верна в 88-ми томах, куда кроме известных романов вошли и незнакомые прежде российскому читателю, например, «Родное знамя», «Замок в Карпатах», «Нашествие моря», «Золотой вулкан». В качестве приложения появился альбом с иллюстрациями французских художников к романам Жюля Верна. В 1917 году издательство Ивана Дмитриевича Сытина выпустило собрание сочинений Жюля Верна в шести томах, где публиковались малоизвестные романы «Проклятая тайна», «Властелин над миром», «Золотой метеор».
В СССР популярность книг Верна росла. 9 сентября 1933 году вышло постановление ЦК партии «Об издательстве детской литературы»: Даниэль Дефо, Джонатан Свифт и Жюль Верн. «ДЕТГИЗ» начало плановую работу по созданию новых, качественных переводов, и запустило серию «Библиотека приключений и научной фантастики». В 1954—1957 годах вышел из печати двенадцатитомник наиболее известных произведений Жюля Верна, затем в 1985 году последовал 8-томник в серии «Библиотека „Огонёк“. Зарубежная классика».
Жюль Верн был пятым (после Х. К. Андерсена, Джека Лондона, братьев Гримм и Шарля Перро) по издаваемости в СССР зарубежным писателем в 1918—1986 годах: общий тираж 514 изданий составил 50 943 экземпляра.
В постперестроечный период мелкие частные издательства взялись переиздавать Жюля Верна в дореволюционных переводах с современной орфографией, но с неадаптированной стилистикой. Издательство «Ладомир» с 1992 по 2010 годы выпускало серию «Неизвестный Жюль Верн» в 29 томах в переводе квалифицированных переводчиков.
В современной России книги писателя доступны в разных форматах и переводах.

### Россия в романах Жюля Верна
Жюлю Верну не довелось побывать в России, но действие некоторых его романов полностью или частично разворачивается на территории этой страны:
- Михаил Строгов. Москва — Иркутск (1876),
- Упрямец Керабан (1883),
- Найдёныш с погибшей «Цинтии» (1885), в соавторстве с Андре Лори;
- Робур-Завоеватель (1886),
- Цезарь Каскабель (1890),
- Клодиус Бомбарнак (1892),
- Истории Жана-Мари Кабидулена (1901),
- Драма в Лифляндии (1904).

Также русские фигурируют в качестве главных героев в романах «Приключения трёх русских и трёх англичан в Южной Африке» (1872) и «Гектор Сервадак. Путешествия и приключения в околосолнечном мире» (1877). Во «Вверх дном» делегат от России Борис Карков присутствует на собрании «Барбикена и К°». Россия в произведениях Верна представляется некой далёкой сказочной страной, имеющей мало общего с тогдашними реалиями.

## Увековечение памяти
В честь Жюля Верна названы:

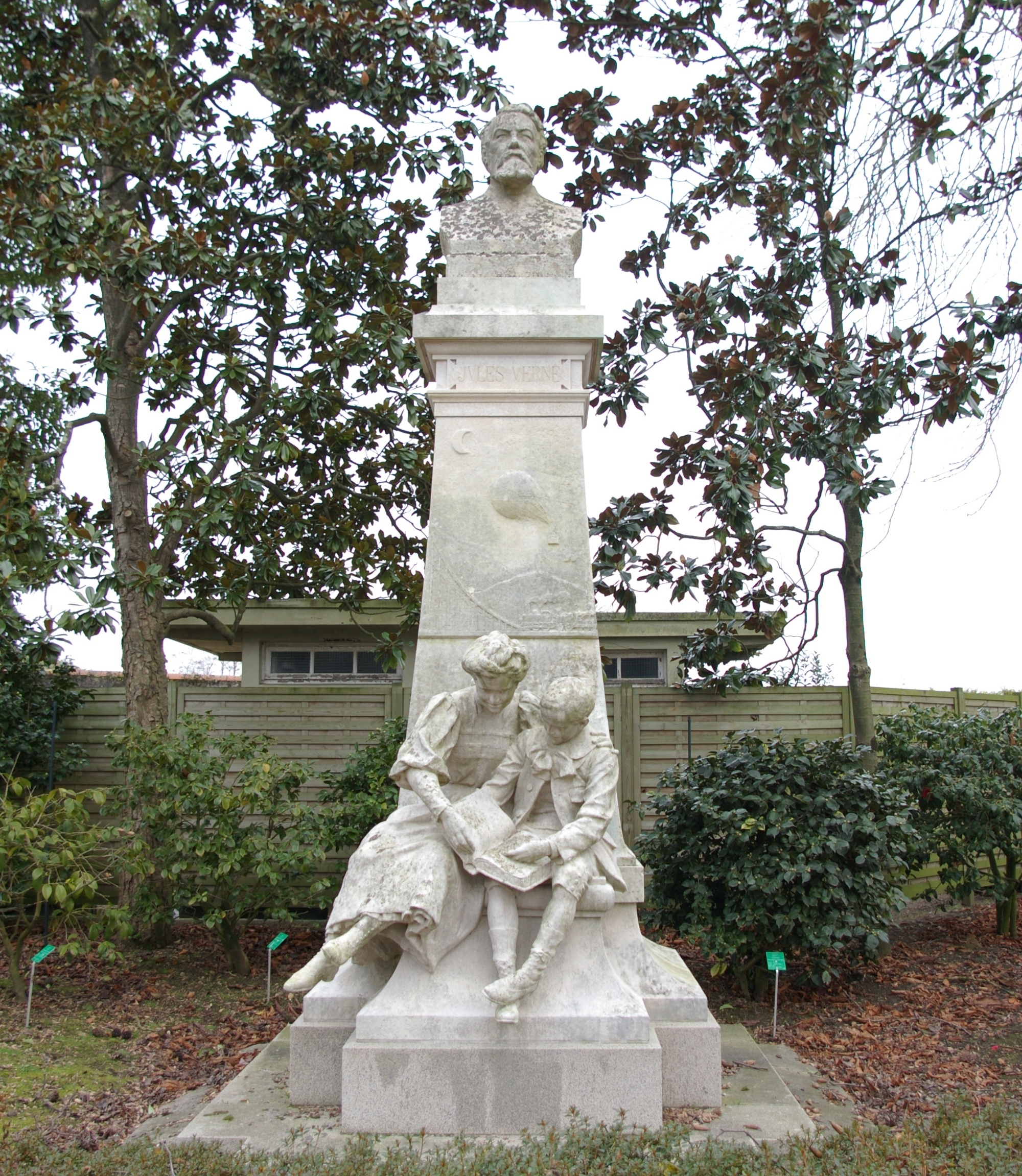
Памятник Жюлю Верну в Жарден-де-Плант, Нант, Франция

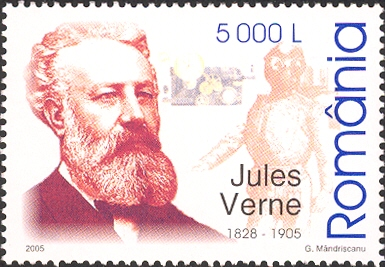
Почтовая марка Румынии 2005 года посвящена Жюлю Верну

- астероид 5231 Verne[фр.], открытый 9 мая 1988 года К. С. Шумейкер и Ю. М. Шумейкером и Г. Холтом в обсерватории Паломар[58] и получивший своё имя 15 февраля 1995 года[59];
- первый автоматический грузовой космический корабль, разработанный ЕКА[60];
- кратер на Луне[61] диаметром 146 км;
- 16-й выпуск операционной системы Fedora под кодовым именем Verne;
- ресторан на первом уровне Эйфелевой башни в Париже;
- улица в Усть-Каменогорске (Казахстан);
- переходящий приз Кубок Жюля Верна вручается с 1993 года экипажу яхты за самое быстрое кругосветное, безостановочное плавание под парусом;
- французская ассоциация «Приключения Жюля Верна[фр.]» занимается защитой окружающей среды и повышением осведомлённости обществ в вопросе сохранения исчезающих видов;
- несколько кораблей разных стран, в том числе французский военный корабль «Jules Verne» (фр.), один из крупнейших контейнеровозов «CMA CGM Jules Verne» (фр.), российский прогулочный теплоход «Жюль Верн».
- паук Bonnetina julesvernei Ortiz & Francke, 2017[62].

В нумизматике и филателии:
- Монетный двор Франции неоднократно посвящал выпуски монет памяти писателя. В 2005—2006 годах отчеканено 23 монеты из золота, серебра и меди в память 100-летия со дня смерти Верна[63]. 25 июня 2012 года в рамках нумизматической серии «Регионы Франции» выпущена серебряная монета номиналом 10 евро с изображением писателя и объектов из его произведений. Она представляет регион Пикардия, где писатель прожил до конца своей жизни[64];
- Изображён на почтовом блоке Венгрии 1978 года (Sc #C408);

### Музеи и памятники
Открыто несколько музеев Жюля Верна. Основными туристическими местами по следам писателя являются его родной город Нант и Амьен. С 1882 по 1900 годы Верны проживали в четырёхэтажном доме Maison de la Tour с башней на улице Шарля Дюбуа в Амьене. Здесь фантаст написал 34 романа. В 1890 году городской муниципалитет выкупил здание и открыл для публики в 1991 году музей, который преобразился в 2006 году с приобретением у графа Пьеро Гондоло делла Рива — итальянского коллекционера и поклонника творчества Верна — документов, книг, мебели и других предметов писателя.
В России нет посвящённых писателю музеев. Однако в 2013 году в Иркутске, где протекала часть событий романа «Михаил Строгов», прошла посвящённая писателю выставка с впервые привезёнными из Нанта личными предметами (глобус, готовальня с измерительными и чертёжными инструментами, Орден Почётного легиона, первое издание романа «Михаил Строгов» 1876 года).
В 2015 году в Нижнем Новгороде был установлен первый в России памятник Жюлю Верну работы казанского скульптора Фаниля Валиуллина. Памятник представляет собой фигуру писателя в натуральную величину, стоящего в корзине воздушного шара. Торжественное открытие состоялось 27 сентября 2015 года на улице Заломова (рядом с набережной Федоровского) и было приурочено к Году литературы в России, а также к 110-й годовщине со дня смерти писателя. Инициатором установки памятника выступила компания «НовМонолитСтрой», ответственная за строительство жилого комплекса «Жюль Верн» в Ленинском районе.

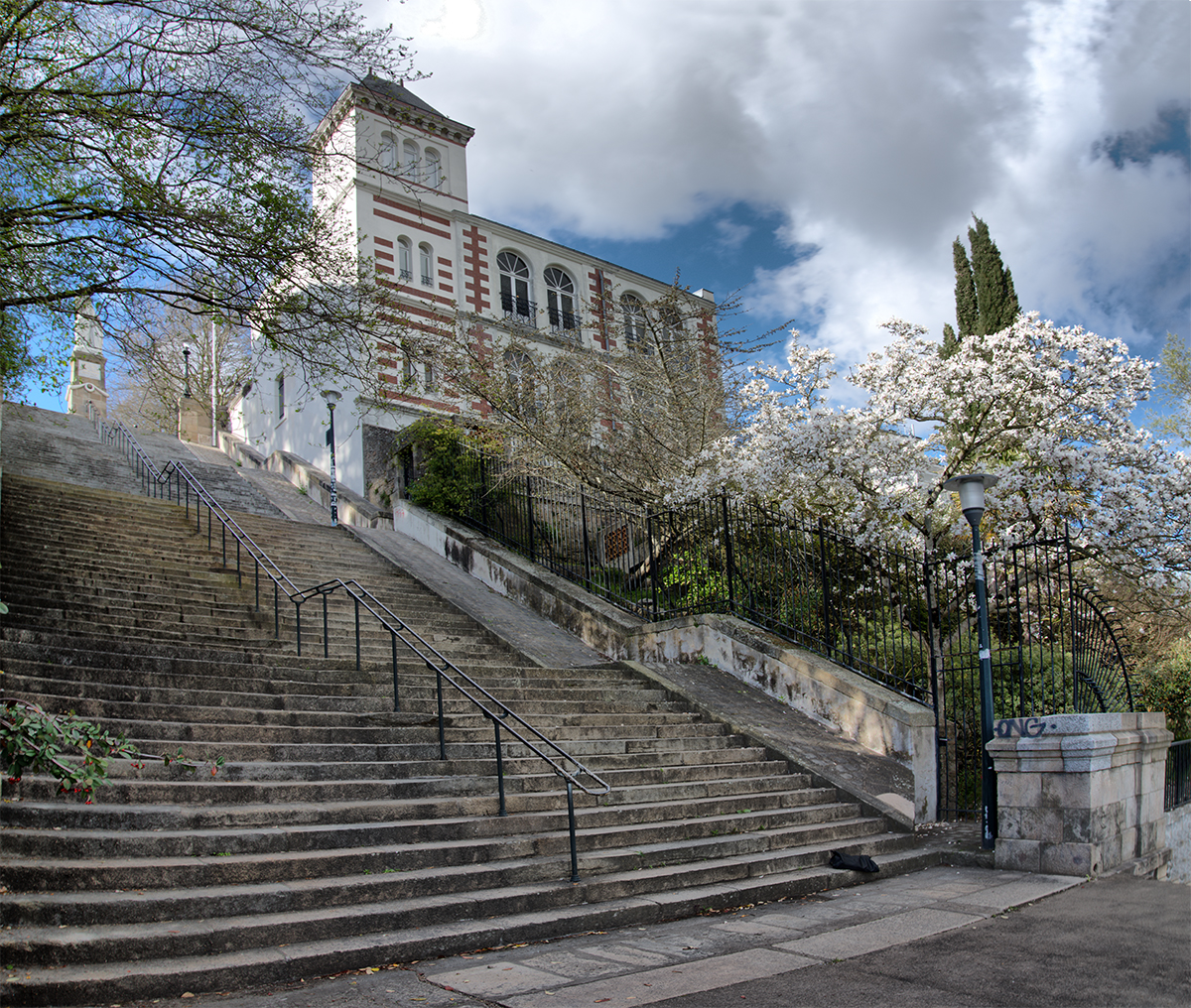
Музей Жюля Верна в Нанте
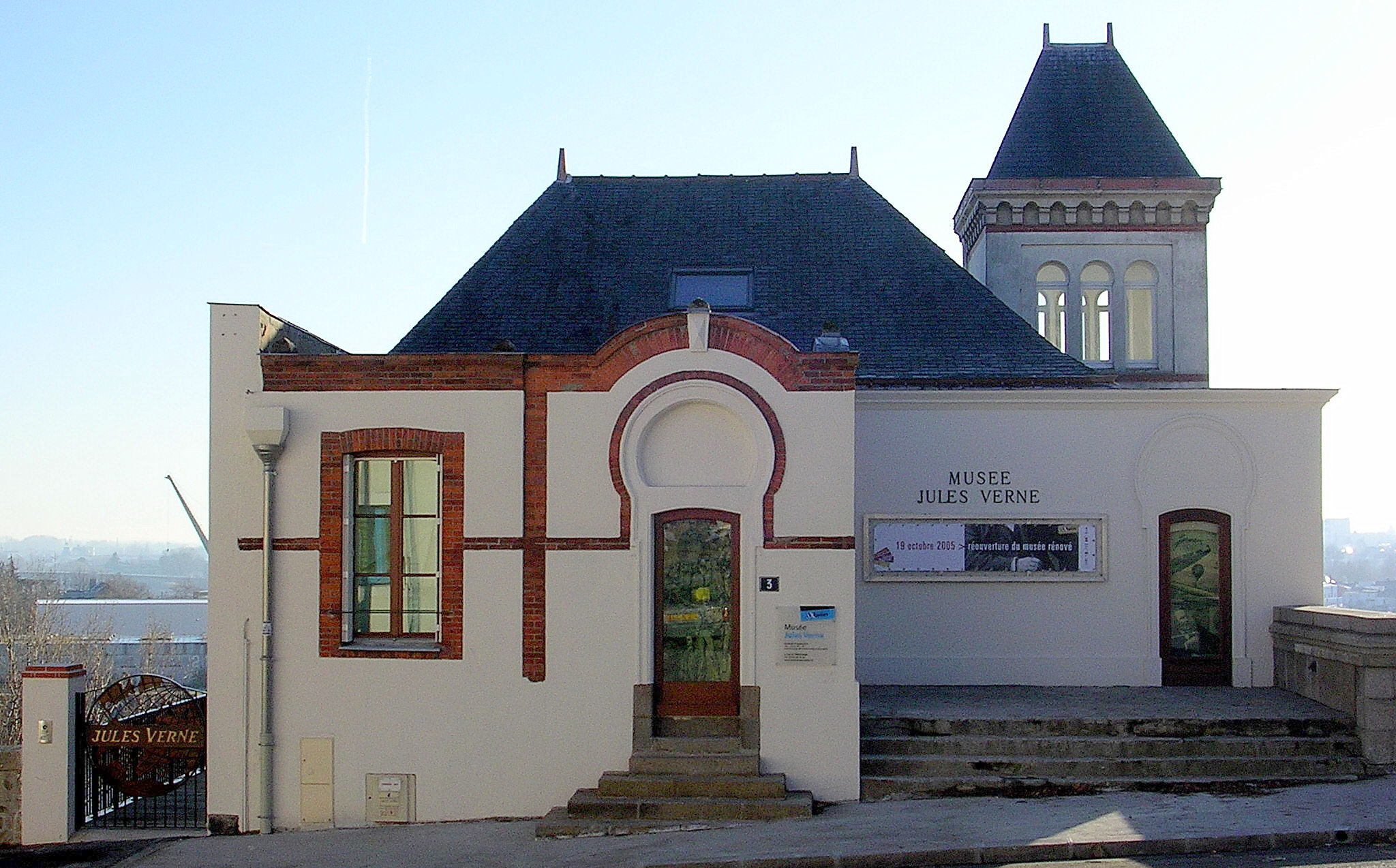
Музей Жюля Верна в Нанте (обратная сторона)
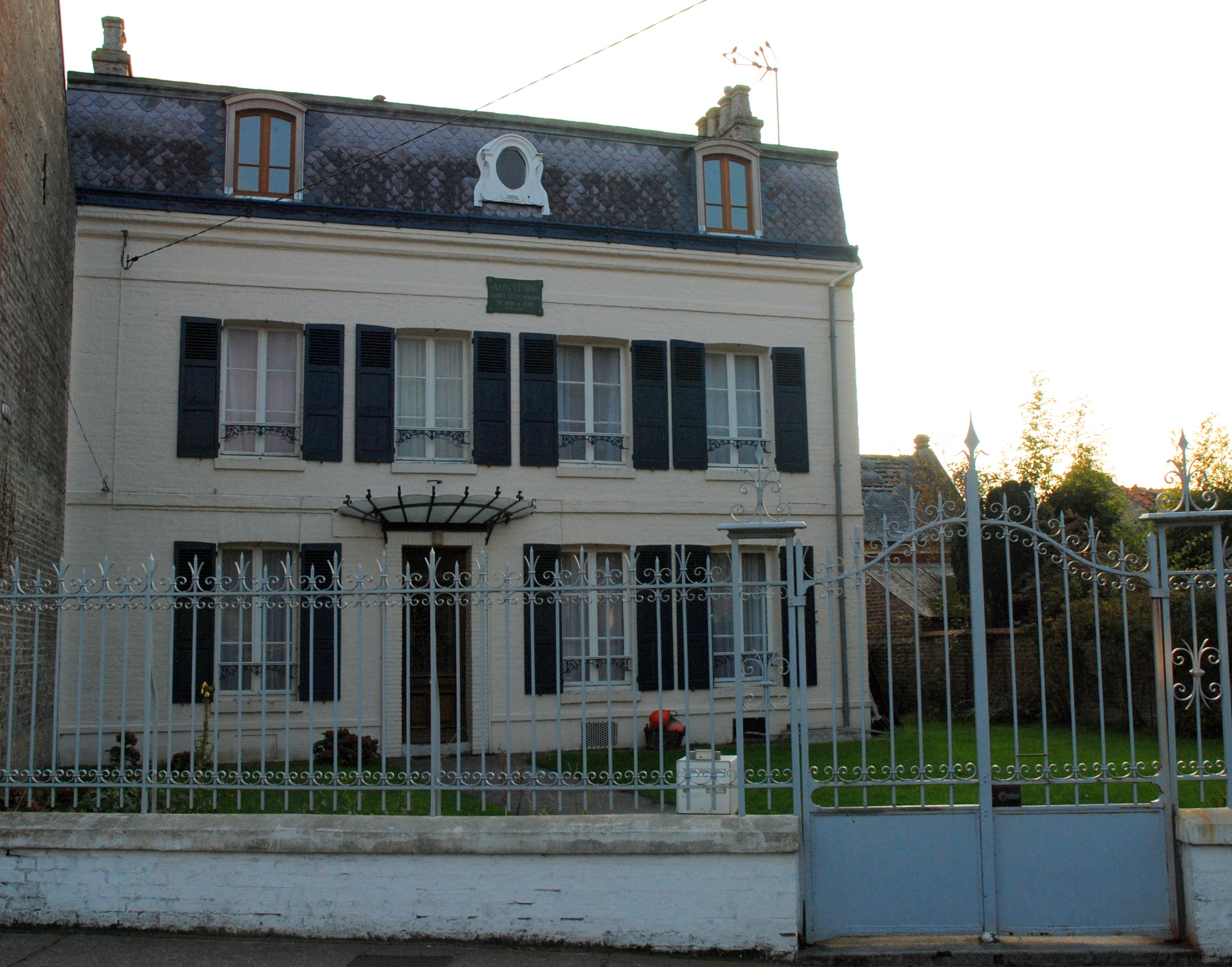
Дом в Ле-Кротуа, где проживал Жюль Верн в 1865—1870 годах.
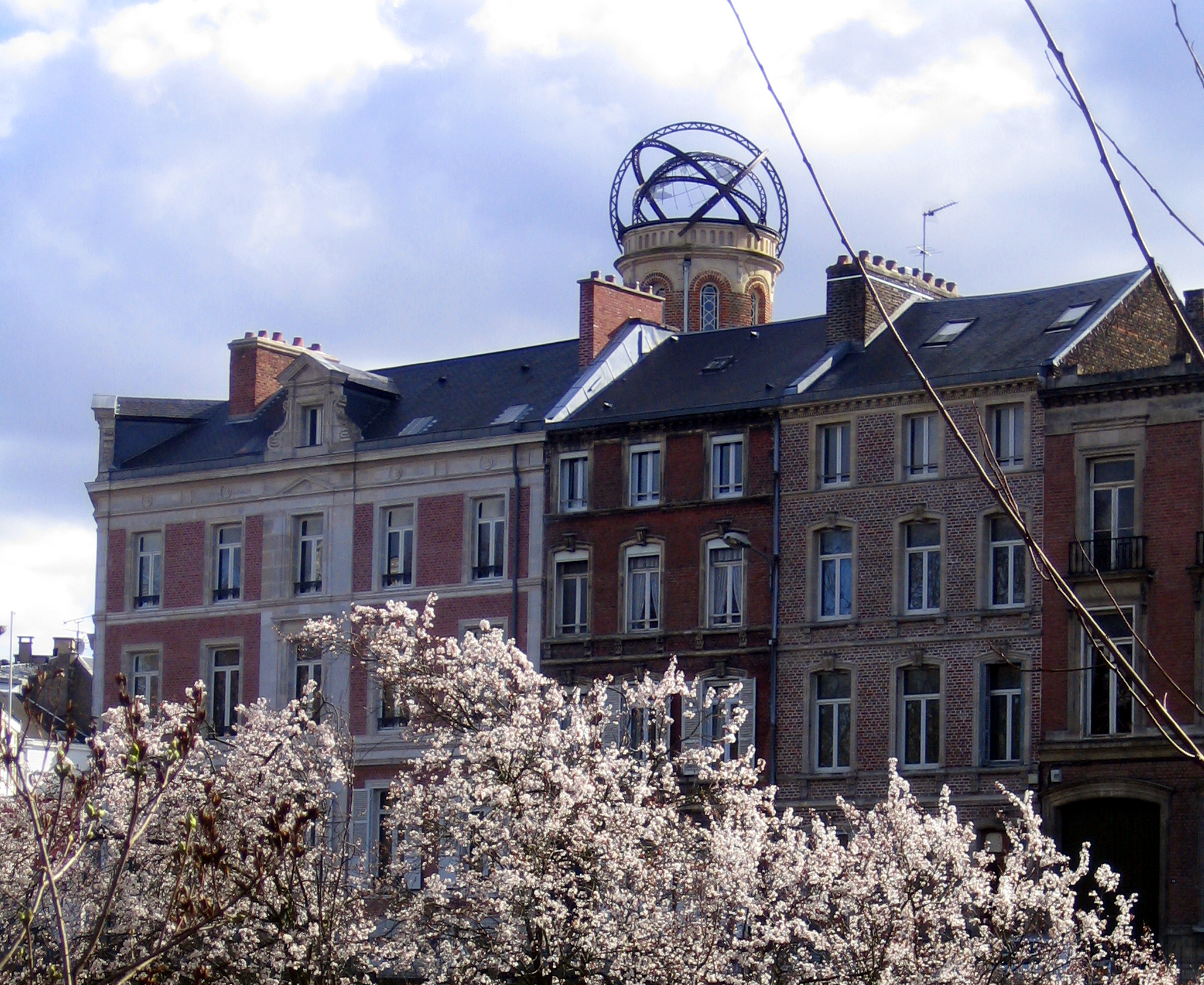
Дом с башней (Maison de la Tour) в Амьене, где жил и работал Жюль Верн
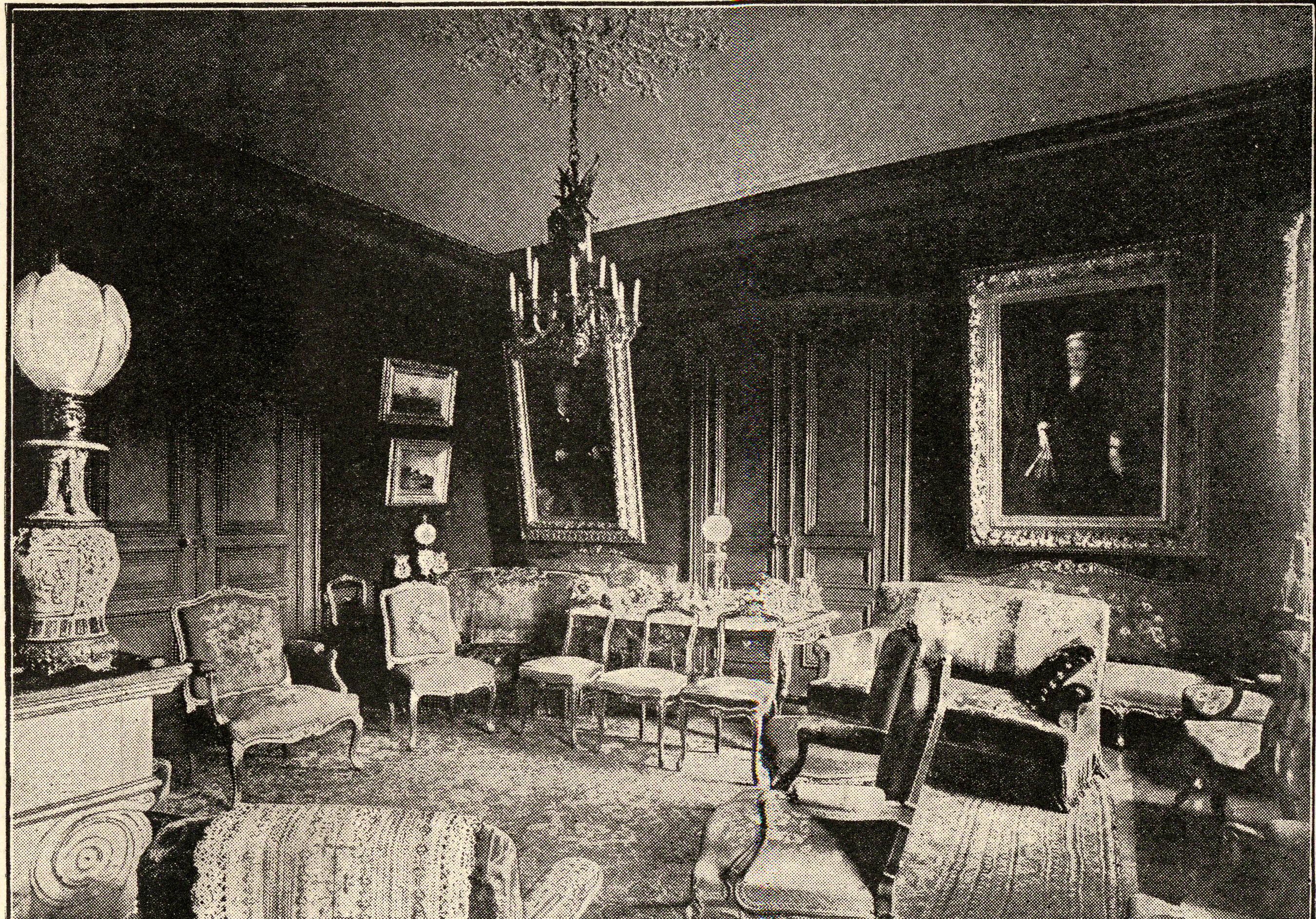
Музыкальный зал в амьенском доме. Фото 1894 года
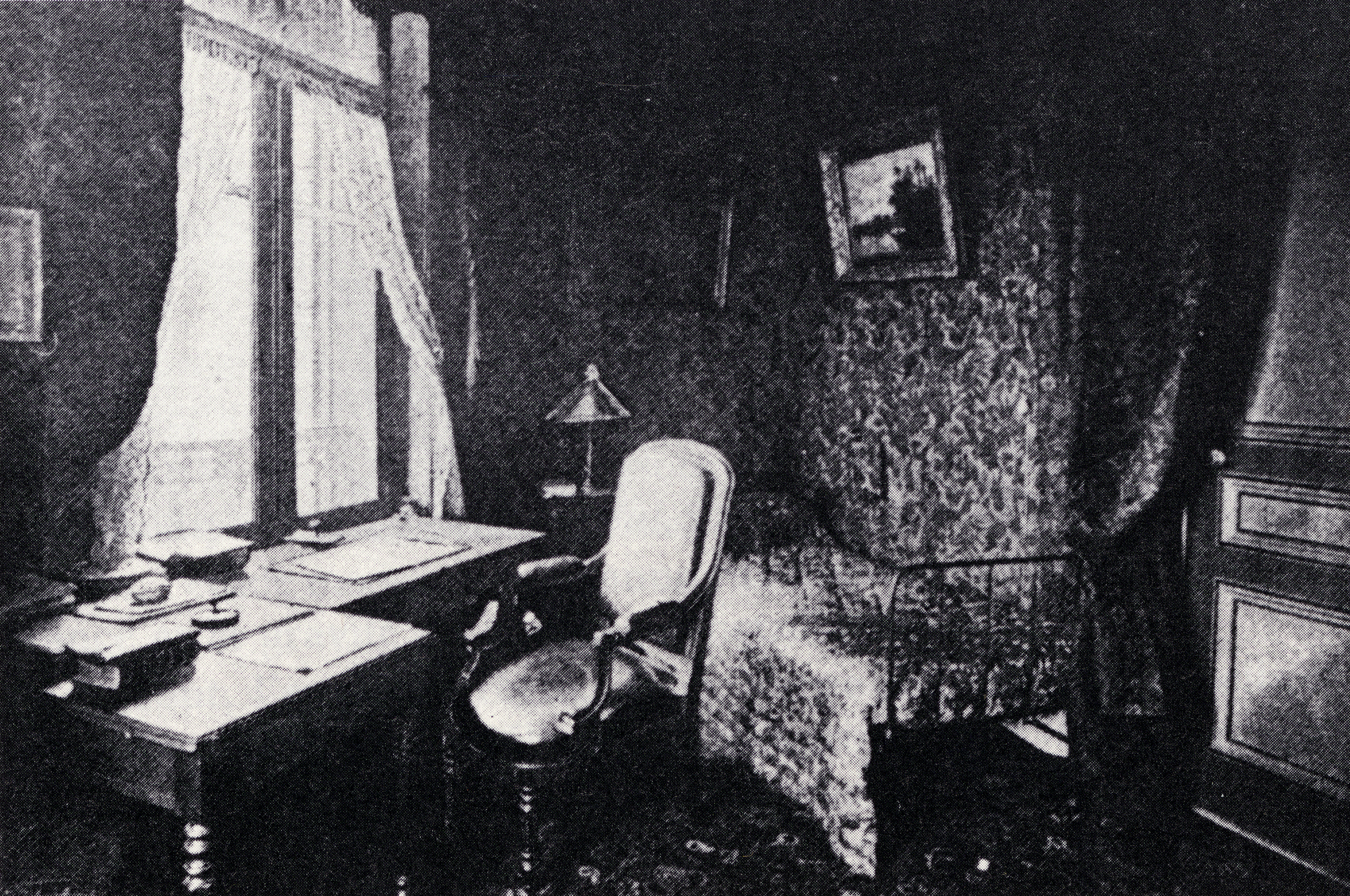
Комната Жюля Верна в амьенском доме в 1894 году
Памятник писателю в Нижнем Новгороде, Россия

### Влияние
Творчество Жюля Верна оказало большое влияние на литературный и научный миры. Авторы, на которых повлияли произведения знаменитого фантаста:
- И. А. Ефремов,
- Марсель Эме,
- Ролан Барт,
- Рене Баржавель,
- Мишель Бютор,
- Блез Сандрар,
- Поль Клодель,
- Жан Кокто,
- Реймон Руссель,
- Франсуа Мориак,
- Антуан де Сент-Экзюпери,
- Жан-Поль Сартр.

Рэй Брэдбери сказал, что «все мы, так или иначе, дети Жюля Верна».
Вольфганг Хольбайн написал продолжение истории о «Наутилусе», создав серию книг «Дети капитана Немо» (нем. Kapitän Nemos Kinder).
Среди вдохновлённых идеями Верна были:
- первый космонавт Юрий Алексеевич Гагарин,
- основатель современной аэромеханики Николай Егорович Жуковский,
- французский спелеолог Норберт Кастере,
- бразильский авиатор и строитель дирижаблей Альберто Сантос-Дюмон,
- создатель автожира Хуан де ля Сиерва,
- изобретатель бильдаппарата Эдуард Белин[фр.],
- норвежский путешественник Фритьоф Нансен,
- изобретатель радиосвязи Гульельмо Маркони,
- исследователь стратосферы Огюст Пикар,
- вулканолог Гарун Тазиев.

и др.
Константин Эдуардович Циолковский признавался: «Стремление к космическим путешествиям заложено во мне известным фантазёром Жюлем Верном. Он пробудил работу мозга в этом направлении». Ему вторил Владимир Афанасьевич Обручев: «В качестве примера я могу сказать, что сделался путешественником и исследователем Азии благодаря чтению романов Жюля Верна».
Жюль Верн является идейным вдохновителем жанра стимпанк с его восхвалением научного прогресса и изобретательства XIX века.

## Экранизации
Первые экранизации произведений Жюля Верна снял его сын Мишель Верн: «Двадцать тысяч льё под водой» (1916); «Судьба Жана Морена» (1916); «Чёрная Индия» (1917); «Южная звезда» (1918); «Пятьсот миллионов бегумы» (1919).
В 1902 году вышел первый научно-фантастический фильм в истории кинематографа «Путешествие на Луну» Жоржа Мельеса, который является в большей степени не экранизацией, но пародией на сюжеты романов Жюля Верна «Из пушки на Луну» и Герберта Уэллса «Первые люди на Луне».
Всего насчитывается более 200 экранизаций произведений писателя. Последней (на 2021 год) является анимационный фильм «Вокруг света за 80 дней».

### Советские экранизации
В СССР было снято несколько фильмов по произведениям Жюля Верна:
- Дети капитана Гранта (1936)
- Таинственный остров (1941)
- Пятнадцатилетний капитан (1945)
- Сцена из романа «Из пушки на Луну» воспроизведена в начале фильма «Человек с планеты Земля» (1958)[уточнить].
- Сломанная подкова (1973)
- Капитан Немо (1975)
- В поисках капитана Гранта (1985 год, 7 серий)
- Капитан «Пилигрима» (1986)

### Образ в кино
- 1958 — «С Земли на Луну». Роль Верна исполнил Карл Эсмонд.
- 1985 — «В поисках капитана Гранта». Роль Верна исполнил Владимир Смирнов.
- 2000 — фантастический сериал «Тайные приключения Жюля Верна» (англ. The Secret Adventures of Jules Verne). Вымышленные образ молодого писателя воплотил актёр Крис Деметраль.
- 2012 — докудрама «Жюль Верн. Путешествие длиною в жизнь». В роли Верна — Роман Скобников.